# Стење
Стење (мкд. Стење) је насеље у Северној Македонији, у јужном делу државе. Стење припада општини Ресан.

## Географија
Насеље Стење је смештено у југозападном делу Северне Македоније, близу државне границе са Албанијом (3 km јужно од села). Од најближег већег града, Битоља, насеље је удаљено 52 km западно, а од општинског средишта 25 јужно.
Стење се налази у области Горње Преспе, области око западне и северне обале Преспанског језера. Насеље је смештено на западној обали Преспанског језера, на почетку омањег полуострва, које Северна Македонија дели са Албанијом. Западно од насеља се издиже планина Галичица. Надморска висина насеља је приближно 860 метара.
Клима у насељу је планинска због знатне надморске висине.

## Становништво
Стење је према последњем попису из 2002. године имало 438 становника. 
Већину становништва чине етнички Македонци (100%).
Већинска вероисповест је православље.